# Loggerheads, England
Loggerheads är en civil parish i Storbritannien.   Den ligger i grevskapet Staffordshire och riksdelen England, i den södra delen av landet, 220 km nordväst om huvudstaden London. Antalet invånare är 4 193. Arean är 48 kvadratkilometer.
Terrängen i Loggerheads är huvudsakligen platt.